# Sumpfhirsch

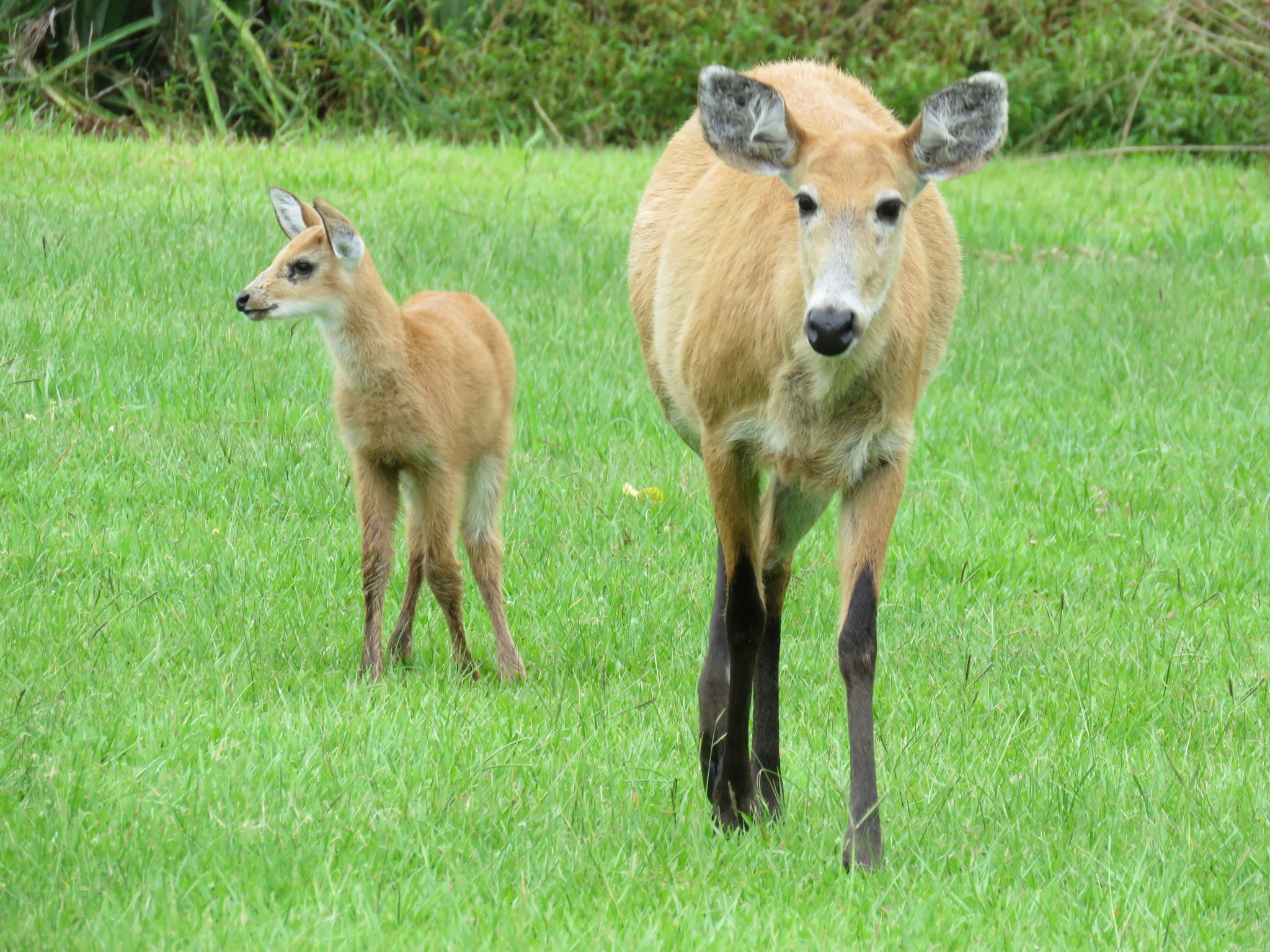
Sumpfhirschkuh mit Nachwuchs

Verbreitungsgebiet des Sumpfhirschen

Der Sumpfhirsch (Blastocerus dichotomus) ist ein in Südamerika an Flussufern verbreiteter Hirsch.

## Merkmale
Mit einer Kopfrumpflänge von 153 bis 195 Zentimeter, einer Schulterhöhe von 110 bis 127 Zentimetern und einem Gewicht von 80 bis 150 Kilogramm ist der Sumpfhirsch der größte Hirsch Südamerikas. Das Fell ist zur Paarungszeit kräftig rotbraun, zu anderen Zeiten etwas blasser. Die Beine sind dunkelbraun bis schwarz gefärbt. Das Geweih ist dichotom verzweigt und weist pro Stange jeweils vier Enden auf.
Als Anpassung an das Leben auf sumpfigem Grund sind die Hufe stark verbreitert. Die Ohren sind wie bei den entfernt verwandten Weißwedelhirschen Nordamerikas stark vergrößert.

## Verbreitung
Das Habitat des Sumpfhirsches sind Fluss- und Seeufer mit dichtem Schilfbewuchs sowie Feuchtsavannen mit häufigen Überschwemmungen. Solche Lebensräume finden sich im nördlichen Argentinien, in Paraguay, Bolivien, Peru sowie im südöstlichen Brasilien. Im amazonischen Regenwald gibt es keine Sumpfhirsche.
Die größten Vorkommen gibt es heute in den Einzugsgebieten der Flüsse Río Paraguay und Paraná. Drei Viertel der Population leben im Pantanal.

## Lebensweise
Sumpfhirsche sind dämmerungsaktiv und leben als Einzelgänger oder in kleinen Gruppen von maximal fünf Tieren. Im Gegensatz zu anderen Hirschen wurde bei dieser Art nie beobachtet, dass Männchen um ein Weibchen kämpfen. Generell scheinen männliche Sumpfhirsche ein sehr geringes Aggressionspotenzial untereinander zu haben.

## Nahrung
Die Nahrung besteht aus Wasserpflanzen aller Art, unter anderem Seerosen und Schilf.

## Bedrohung und Schutz
Die IUCN stuft den Sumpfhirsch als „gefährdet“ (vulnerable) ein. Begründet wird dies mit dem drastischen Bestandsrückgang der Art mit rund 30 % innerhalb von drei Generationen des Sumpfhirsches (15 Jahre). Die größten Bedrohungen sind die unkontrollierte Jagd, Verlust von Lebensraum und Krankheiten. Vor allem die Zerstörung der Habitate wirkt sich teils dramatisch aus. So gehen durch den Bau von Wasserkraftwerken und Talsperren für den Sumpfhirsch günstige Besiedlungsgebiete verloren. Der Stau des Wassers in den großen Rückhaltebecken verändert zudem die Landschaften flussab, stört die Gemeinschaft der Wasserpflanzen und mindert somit das Nahrungsangebot für den Sumpfhirsch. Ähnliches kann zur Wasserregulierung von Sumpf- oder Überflutungsgebieten für die Gewinnung landwirtschaftlicher Flächen gesagt werden. Infolgedessen kommt es zur Zersplitterung und Isolation einzelner Populationen einhergehend mit gestörtem Genfluss. In Uruguay ist der Sumpfhirsch möglicherweise ganz ausgerottet worden. Die Art wurde in den Anhang I des Washingtoner Artenschutzübereinkommen aufgenommen. Sie ist außerdem in mehreren Schutzgebieten präsent.